# Déclaration des droits implicite
La déclaration des droits implicite est une théorie judiciaire en droit constitutionnel canadien qui veut que certains droits et libertés soient protégés implicitement par la Constitution du Canada, sans mention explicite. Même si elle a été évoquée à plusieurs reprises par les tribunaux, cette théorie reste controversée.
Cette théorie est nettement moins invoquée depuis l'adoption de la Charte canadienne des droits et libertés en 1982, puisque cette Charte protège explicitement plusieurs droits et libertés. La théorie de la déclaration des droits implicite demeure tout de même pertinence sur cette question non-prévue par la Charte (par exemple, la souveraineté parlementaire).
La Déclaration des droits implicite est rejetée par plusieurs éminents constitutionnalistes canadiens lorsque la clause nonobstant est utilisée,.

## Origines
Le concept d'une charte des droits implicite est issu du fédéralisme canadien. Lorsque les lois provinciales s'immiscent dans des questions de libertés fondamentales telles la liberté d'expression, de religion, d'association ou de réunion pacifique, il s'agit dans les faits de législation criminelle, ce qui est une compétence exclusive du Parlement du Canada en vertu du partage des pouvoirs prévu à l'article 91(27) de la Loi constitutionnelle de 1867.
Les provinces ne peuvent s'immiscer dans ces compétences ; si elles le font, leurs lois sont nulles et sans effet. Parce que certaines interdictions provinciales touchant aux libertés fondamentales d'expression, de religion, d'assemblée et d'association ont été déclarées inconstitutionnelles par les tribunaux, et à la lumière des opinions incidentes dans les arrêts de principe, les auteurs purent affirmer qu'une charte des droits était implicite dans la Constitution.
Certains experts constitutionnels mettent l'accent sur le préambule de la Loi constitutionnelle de 1867 comme source des raisons sous-jacentes pour une charte des droits implicite. La partie pertinente du préambule se lit ainsi :

« Considérant que les provinces du Canada, de la Nouvelle-Écosse et du Nouveau-Brunswick ont exprimé le désir de contracter une Union Fédérale pour ne former qu'une seule et même Puissance (Dominion) sous la couronne du Royaume-Uni de la Grande-Bretagne et d'Irlande, avec une constitution reposant sur les mêmes principes que celle du Royaume-Uni: »

— Loi constitutionnelle de 1867
Certains auteurs sont d'avis que l'expression « reposant sur les mêmes principes » signifie que le Canada doit posséder un système de gouvernement parlementaire, agissant sous l'influence de l'opinion publique, d'une presse libre, avec une liberté d'expression. Ainsi, toute loi qui anéantit la capacité du citoyen de débattre, de s'assembler ou de s'associer librement serait contraire au système de gouvernement parlementaire du Canada. Ceci étaye la théorie qu'il existe une charte des droits implicite dans la constitution canadienne.

## Interprétation et application
La Cour suprême du Canada est revenue à la théorie de la charte des droits implicite dans son Renvoi relatif à la rémunération des juges de la Cour provinciale de l'Île-du-Prince-Édouard en 1997. La Cour s'est référée à la fois à la Charte des droits et libertés et à la théorie de la charte des droits implicite pour juger que les gouvernements ne peuvent entraver l'indépendance judiciaire. Comme expliqué par la majorité des juges, le rôle de la charte implicite après l'adoption de la Charte est de « combler les vides des dispositions expresses du texte constitutionnel. » Toutefois, bien que la Cour ait affirmé que la théorie était utile pour combler les vides de l'indépendance judiciaire, elle s'est néanmoins référée à la Charte pour le faire.
Les idées ébauchées dans le Renvoi relative aux juges de la Cour provinciale furent développés davantage dans le Renvoi relatif à la sécession du Québec. Ensemble, ces deux arrêts ont été interprétés de façon à élargir la portée des principes constitutionnels non-écrits. Le préambule de 1867 et la constitution canadienne (incluant son ajout le plus récent, la Charte) sont lus comme  un tout unifié. Les dispositions expresses de la Constitution dressent des principes organisateurs sous-jacents. Les principes non-écrits peuvent former « une thèse constitutionnelle qui amène à combler les vides des dispositions expresses du texte constitutionnel », et « dans certaines circonstances, donner lieu à des obligations juridiques substantielles » qui « lient à la fois les tribunaux et les gouvernements. » Dans le renvoi sur les juges provinciaux, la Cour s'est retenue d'utiliser le préambule pour formuler de nouvelles obligations ou restrictions constitutionnelles. L'opinion du juge en chef Antonio Lamer n'a pas renvoyé la théorie constitutionnelle canadienne au modèle classique de droits implicites dans la constitution, d'abord développé dans les affaires Alberta Statutes, Saumur et Switzman. Selon ce modèle, des effets juridiques importants, incluant des restrictions et obligations constitutionnelles, peuvent être créés par la charte des droits implicite sans égard à l'application de la constitution écrite.